# Bombias
Sous-genre
Bombias est un sous-genre de bourdons du genre Bombus.

## Liste des espèces
- Bombus auricomus - Amérique du Nord
- Bombus confusus - Europe
- Bombus nevadensis - Amérique du Nord

## Publication originale
- Robertson, 1903 : Synopsis of Megachilidæ and Bombinæ. American Entomological Society, vol. 29, n. 2, p. 163-178 (texte intégral) (en).